# 和田家文書 (和田喜八郎)
和田家文書（わだけもんじょ）とは、青森県在住の和田喜八郎が自宅から「発見」したとされる、東日流外三郡誌など、主に津軽地方に関する江戸時代に編纂された歴史書とされる文書群の総称である。いわゆる古史古伝のなかでは著名なものである。

## 概要
和田家文書とされる文書は、日本の史伝「記紀（『古事記』と『日本書紀』）」とは異なる内容であった。すなわち、大和朝廷に征服されるまで現在の津軽地方には独自の王朝文化が栄える歴史があったというものであった。しかしながら、東日流外三郡誌などの和田家文書は、大部分は古文書学でいうところの「古文書」とはいえないことから、厳密には古文書と言い難い。しかし関係者の間では「古文書」という呼び方が定着している。
また、和田喜八郎の没後に直系が絶え、彼の自宅もその後解体されたため現在では和田家に伝わっているわけでもない。したがって「和田家文書」という呼称は厳密には現状のものではない。現在、和田家文書と総称されるものの現存分は、和田の支持者であった藤本光幸の妹である竹田侑子が管理している。
真偽論争がさかんに行われていた頃には、「東日流外三郡誌」と題するものとそれ以外の和田喜八郎が発見した古文書と称するものを合わせた総称として、関係者ごとに東日流諸郡誌・和田家文献・和田家史料・和田家資料・東日流誌・和田文書・和田喜八郎文書などさまざまな名称が用いられていた。また、和田喜八郎が論文・写真の盗用で訴えられた民事裁判の判決文では青森地裁・仙台高裁とも、裁判に関連した文書群を「『東日流外三郡誌』等」と呼んでおり、「和田家文書」の呼称を用いることはなかった。
しかし、その後、『新・古代学』『なかった』など、和田家文書を「本物」と主張する古田武彦の支援団体が関与した刊行物および、それらの刊行物における古田の主張に反論する内容の著作・論文などでは「和田家文書」の総称が多用される傾向があったため、現在では結果として、もっとも普及した総称とみなすことができる。しかしながら現在でも「和田家文書」以外の総称が用いられなくなったわけではない。たとえば久慈力は「日高見文書」ないし「日之本文書」の総称を提唱し続けている。
ちなみに、この語を最初に用いた藤野七穂は「（『東日流外三郡誌』等を）「古文書」と理解しているわけではない。その主張は「現在世間に公開されている和田家の資料は二次的編纂物であって、史料性の高い「文書」（もんじょ）とはおのずと区別して考えなければならないのであるが、ここでは、たんに和田家の書類【書き物】、すなわち「文書」（ぶんしょ）という意味で”和田家文書”と一括呼称することにしたい」としており、この用語が学術的意義を持たない便宜上のものであることを認めていた。

## 文書群
もともと和田喜八郎の家に伝わった古文書と称するものの総称とされていた語は「東日流外三郡誌」であった。しかし、その後の和田の「構想」の拡大で、明確に「東日流外三郡誌」以外の題を冠した古文書（実際には偽書）が和田喜八郎の手元からぞくぞくと出てくるようになった。「東日流六郡誌絵巻」「東日流六郡誌大要」「東日流内三郡誌」「北鑑」「北斗抄」「丑寅日本記」「奥州風土記」などである。そのため相互では内容が矛盾するものも少なくなかった。
ただし、「東日流外三郡誌」と題さないそれらの文書も『東日流外三郡誌』と同じ筆跡や共通の用語、重複した説話を含んでおり、内容的には『東日流外三郡誌』の姉妹編とみなしてさしつかえない。
なお、偽書と指摘される理由であるが、否定派から次のようなものがある。まず和田は原本を曾祖父や祖父が書き写したものを「公開」したと主張したが、筆跡が和田のそれと酷似しているうえに同じ誤字があった。また「洗脳」などの昭和時代中期以降になって使われるようになった単語や、「冥王星」や「準星」といった20世紀以降に知られるようになった科学知識が入り込んでいた。
特に作為が疑わしい箇所は、1994年に縄文時代最大の集落跡と確認された青森市の三内丸山遺跡に関する部分について、1995年以降に公開された和田家文書に記述があるものの、それ以前に公開された文書には記述が全く無い点である。古田武彦は、三内丸山遺跡発見以前に活字化された和田家文書の中の「石神殿」の記述は、三内丸山遺跡に当たるとの説明を行っているが、いわゆる三内丸山遺跡についての直接記述が1995年以降発表の和田家文書にのみ存在するという事実は動かしようがない。
その後、和田喜八郎没後に、古田武彦によって発見・公開された「寛政原本」とされるものも、原田実は和田の筆跡と変わらないと指摘しており、またこの「寛政原本」はそれ以前に発表された和田家文書と一致する内容はなく、その意味で原本とは言えないものである。

## 擁護派の主張による和田家文書の原本発見談
まず、擁護派は和田の死後に、その家を偽書派とは独自に調査し、和田家に原本がないか調べたという。しかし、その調査では原本は見つからなかった。なお、擁護派が調査のときに壊したという壁は、偽書派の調査者が尿が入ったペットボトルを見つけたのと同じ場所である。ちなみに尿を長期間保存したものは、新紙を古紙と偽装するための薬剤として使われる場合がある事を、偽書派の原田実は指摘している。
その後、2007年に古田武彦に贈られた写本の中に、前述の「寛政原本」が混ざっていたという。